# Rettenbach am Auerberg

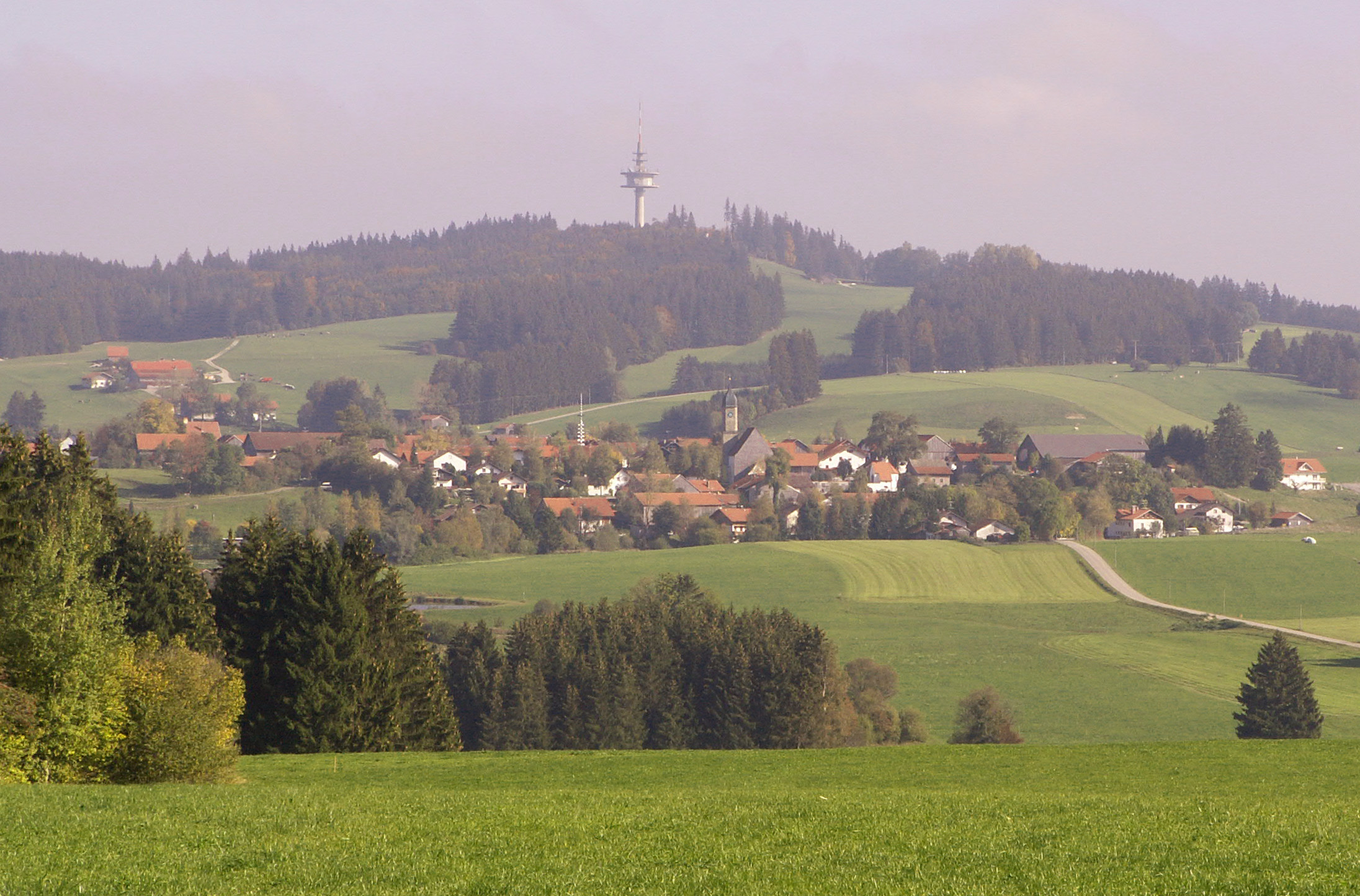
Rettenbach am Auerberg mit Weichberg (967 m)

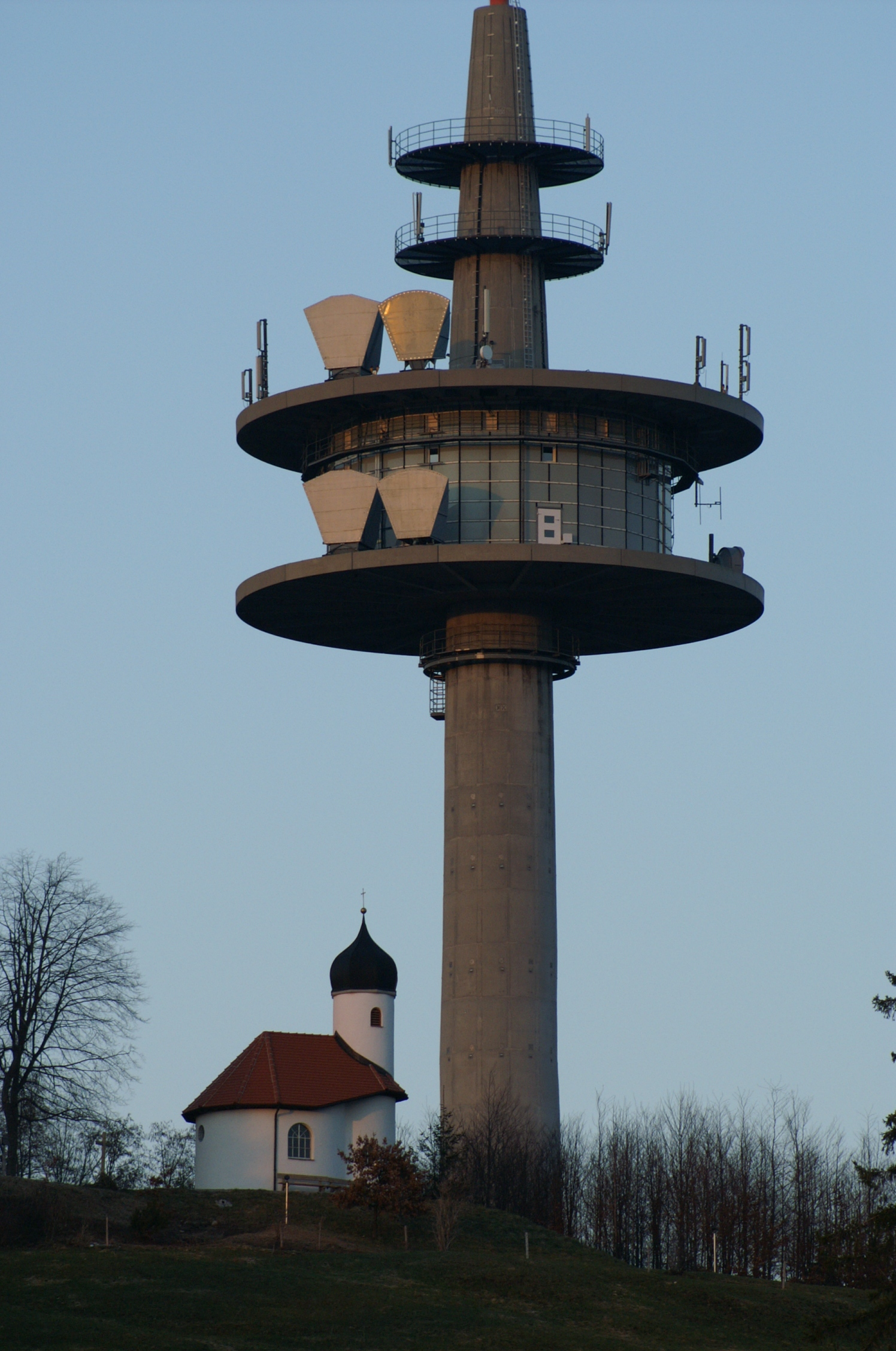
Kapelle und Sender auf dem Weichberg (967 m)

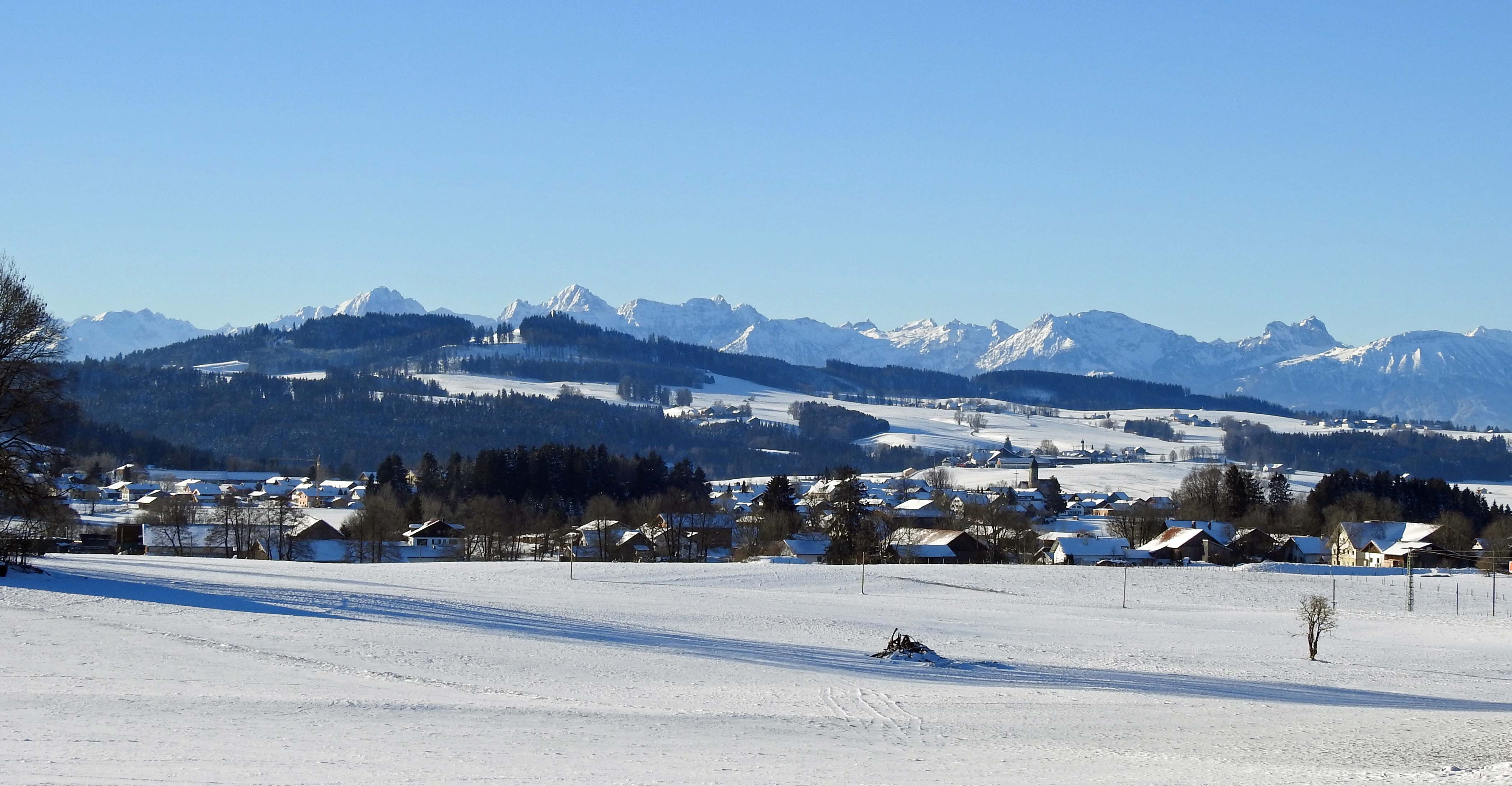
Rettenbach a. A. und Frankau von Norden mit Auerberg und Tannheimer Berge

Rettenbach am Auerberg (amtlich: Rettenbach a.Auerberg) ist eine Gemeinde im schwäbischen Landkreis Ostallgäu und ein Mitglied der Verwaltungsgemeinschaft Stötten am Auerberg. Der gleichnamige Hauptort ist Sitz der Gemeindeverwaltung und ein staatlich anerkannter Erholungsort.

## Geographie
Es gibt nur die Gemarkung Rettenbach a.Auerberg. Der Auerberg selbst gehört nicht zum Gemeindegebiet von Rettenbach, sondern zu Bernbeuren und Stötten a.Auerberg. Die höchste Erhebung in Rettenbach ist mit 967 Metern die Kappelhöhe bei Weichberg. Auf der Kappelhöhe befindet sich neben einer Kapelle ein Fernmeldeturm.
Die Gemeinde hat sechs Gemeindeteile (in Klammern ist der Siedlungstyp angegeben):
- Birkenberg (Einöde)
- Frankau (Dorf)
- Oberlöchlers (Weiler)
- Rettenbach am Auerberg (Kirchdorf)
- Unterlöchlers (Weiler)
- Weichberg (Einöde)

Daneben bestehen die Einödhöfe Höllbauer und Rupprechts, die jedoch beide keine amtlich benannten Gemeindeteile sind.

## Geschichte

### Eingemeindung und erneute Selbständigkeit
Im Zuge der Gebietsreform in Bayern wurde am 1. Mai 1978 Rettenbach nach Stötten am Auerberg eingemeindet. Nach zähen Auseinandersetzungen ist Rettenbach seit dem 1. Januar 1994 wieder selbstständig. Seitdem besteht eine Verwaltungsgemeinschaft mit Stötten.
Im Jahre 2007 beauftragte der damalige 2. Bürgermeister Reiner Friedl den Südtiroler Komponisten Gottfried Veit, über diese politische Situation ein Lied zu komponieren. Die verschiedenen dargestellten Themen sind:
- Motiv der Freiheit
- Der ungetrübte Alltag
- Die Zwangseingliederung zu Stötten
- Depression macht sich im Dorf breit
- Erinnerungen an glückliche Tage
- Gedanken an die Freiheit
- Die russische Zuwanderung
- Der Kampf um die Selbständigkeit
- Freudenglocken (symbolisieren die Kirchenglocken, die am Tag der wiedergewonnenen Selbstständigkeit durch den Beschluss des Landtags, 6. Oktober 1993, stundenlang im Dorf läuteten)
- Hymnus der Freiheit (Hauptthema). Das Freiheitsthema wurde auch am Eingang zur Weichberghalle (oberhalb des Weichbergmarktes) an die Wand gemalt, als Symbol der wiedergewonnenen Selbstständigkeit.

### Einwohnerentwicklung
Die Gemeinde wuchs zwischen 1995 und 2015 um 52 Einwohner bzw. ca. 7 %.
| Jahr      | 1995 | 2000 | 2005 | 2008 | 2010 | 2012 | 2015 | 2016 | 2018 | 2020 |
| Einwohner | 775  | 732  | 766  | 792  | 810  | 805  | 827  | 845  | 896  | 922  |

## Politik

### Bürgermeister
Erster Bürgermeister ist seit 1. Mai 2014 Reiner Friedl (Dorfgemeinschaft); dieser wurde am 15. März 2020 mit 88,4 % der Stimmen im Amt bestätigt.

### Gemeinderat
Für die Wahl am 15. März 2020 lag nur der Wahlvorschlag der Dorfgemeinschaft Rettenbach mit 16 Bewerbern vor. Die 8 Bewerber dieser Wählergruppe mit den höchsten Stimmenzahlen bilden für Mai 2020 bis April 2026 zusammen mit dem Ersten Bürgermeister den Gemeinderat. Die Wahlbeteiligung lag bei 70,10 %.

### Wappen
| Wappen von Rettenbach am Auerberg | Blasonierung: „Durch eine Wellenlinie schräg geteilt; vorne eine goldene Rosette auf Schwarz; hinten ein roter Wellenbalken auf Silber.“ |
| Wappen von Rettenbach am Auerberg | |

## Wirtschaft
Die Wirtschaft von Rettenbach ist einerseits landwirtschaftlich geprägt; andererseits haben hier auch mehrere mittelständische Gewerbebetriebe (Maschinenbau) ihren Sitz, etwa der Forstmaschinenhersteller Pfanzelt Maschinenbau oder der Kommunalmaschinenhersteller Kugelmann. Rettenbach besitzt die deutschlandweit erste SB-Tankstelle für reines Pflanzenöl.
Zur Förderung regionaler Wirtschaftskreisläufe wurde ein neuer Dorfladen, der „Weichbergmarkt“, gebaut und am 14. Juni 2007 feierlich eröffnet. Auch belegte Rettenbach jeweils in der Saison 2003/04, 2004/05, sowie 2006/07 und 2007/08 den ersten Platz in der Solarbundesliga, in der sich Gemeinden in der installierten Photovoltaik- und Solarthermieleistung messen.
Im Jahr 2022 erzielte Rettenbach Einnahmen aus der Gewerbesteuer in Höhe von 1,1 Millionen Euro. Mit einem Gewerbesteuerhebesatz von 250 % zählt die Gemeinde zu den steuerlich attraktivsten Standorten Deutschlands. So ist Rettenbach steuerlich deutlich günstiger als die Landeshauptstadt München (Gewerbesteuerhebesatz 490 %). Im Landkreis Ostallgäu sind Rettenbach und Untrasried die Gemeinden mit dem niedrigsten Gewerbesteuerhebesatz von jeweils 250 %.

## Persönlichkeiten
- Anton Geiß (1858–1944), Politiker (SPD), Staatspräsident des Freistaates Baden 1918–1920